# Philipp Jakob Cretzschmar
Philipp Jakob Cretzschmar (Sulzbach, 11 giugno 1786 – Francoforte sul Meno, 4 maggio 1845) è stato un ornitologo e zoologo tedesco.
Studiò medicina all'Università di Würzburg, anatomia e zoologia al Senckenberg Medical Institute di Francoforte sul Meno.
Cretzschmar fu il fondatore e il vice direttore del Senckenberg Natural History Society nel 1817. Un altro membro della società era Eduard Rüppell e i due collaborarono nella pubblicazione dei risultati delle esplorazioni di Rüppell in Africa. L'Atlante dei Viaggi nel nord Africa (1826-30) include una sezione ornitologica scritta da Cretzschmar descrivendo 30 nuove specie, tra cui il pappagallo di Meyer, Neotis nuba, Ardea goliath, Scotocerca inquieta e Emberiza caesia.